# Dembowski (krater księżycowy)
Dembowski – krater na Księżycu położony na południowy wschód od Sinus Medii, na szerokości 2,9° N i długości 7,2° E. Na wschód od niego znajdują się kratery Agrippa i Godin, zaś na zachodzie leży krater Rhaeticus. Nazwa krateru upamiętnia Herkulesa Dembowskiego, włoskiego astronoma polskiego pochodzenia.
Dno krateru pokryte jest lawą, która pokryła wschodnią połowę brzegu, spowodowało to niewielki wzrost powierzchni gdzie znajduje się zewnętrzna ściana. Nienaruszona zachodnia część brzegu ma kształt wielokąta, na końcach jest zdeformowany przez podniesienie się powierzchni.

## Satelickie kratery
| Dembowski | Szerokość | Długość | Średnica |
| --------- | --------- | ------- | -------- |
| A         | 3,0° N    | 6,5° E  | 6 km     |
| B         | 2,5° N    | 6,2° E  | 7 km     |
| C         | 2,1° N    | 7,4° E  | 16 km    |